# Сай (мусульманський обряд)
Сай — в ісламі ритуальний семикратний біг між пагорбами Сафа і Марва, один із елементів умри і хаджу. Сай виконується після тавафу (семикратний обхід Кааби)

## Походження обряду
Існує припущення, що сай був самостійним обрядом поклоніння ідолам Ісафу і Наілі, що стояли на пагорбах Сафа і Марва. В мусульманській традиції існує кілька версій походження цього обряду. За однією з них, названі пагорби були місцем відпочинку Адама і Хавви, в пам'ять про це й здійснюється сай. За іншою версією, сай здійснив Ібрагім, виконуючи обряд поклоніння Аллаху. На його шляху встав Ібліс, й Ібрагім був змушений втікати. Найбільш розповсюдженою є версія про страждання Хаджар (Агар) і її сина Ісмаїла. Намагаючись врятувати Ісмаїла, що гинув від спраги, Хаджар сім разів пробігла між пагорбами Сафа і Марва в пошуках води, доки, повернувшись до сина, вона не побачила, що поряд з ним забило джерело (Замзам), відкрите Джабраїлом за повелінням Аллаха

## Проведення обряду

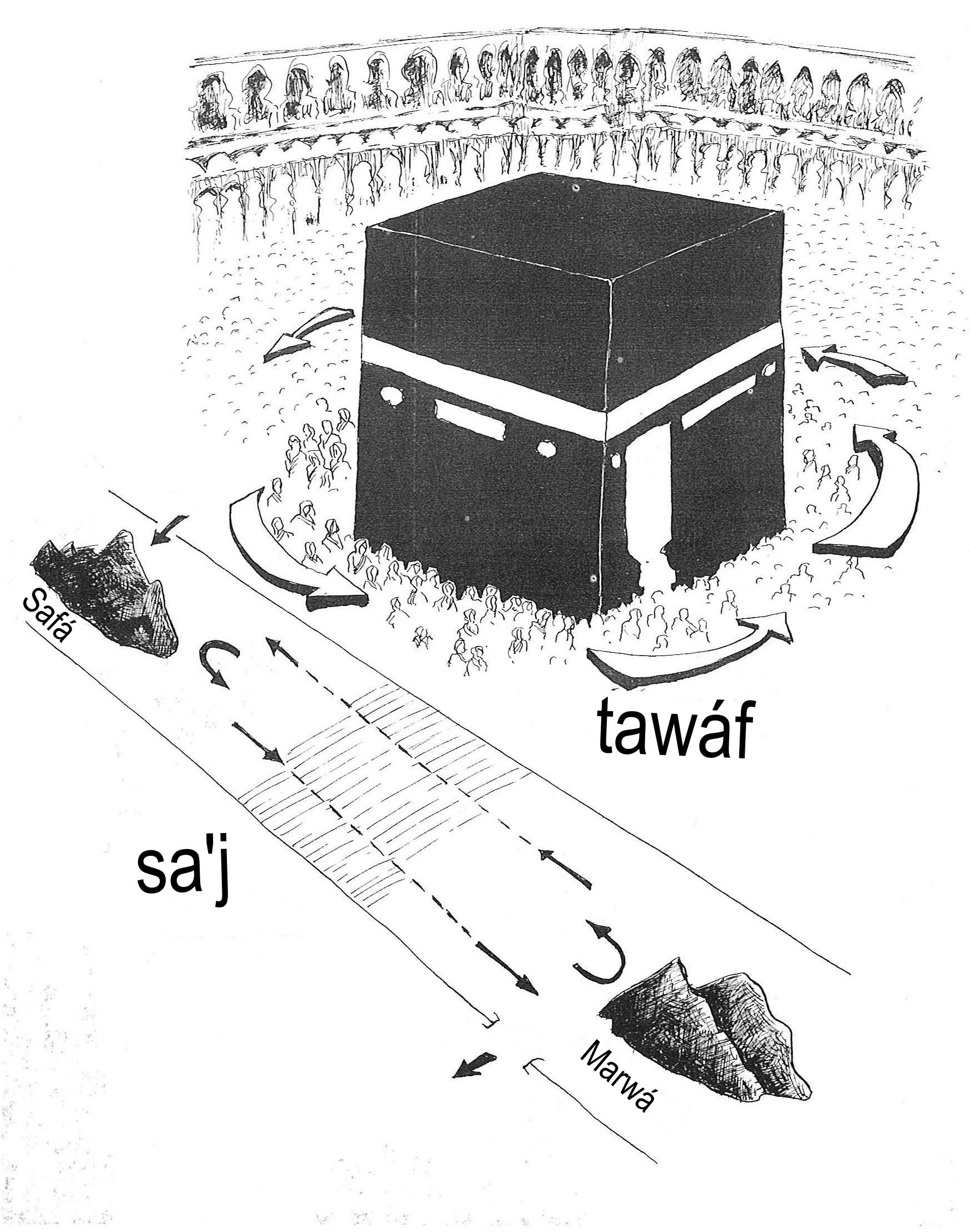
Обряд сай між пагорбами Сафа і Марва

Паломник, що здійснив таваф виходить з Мечеті Аль-Харам, ступаючи з лівої ноги, піднімається на пагорб Сафа, повертається обличчям до Кааби, звертається до Аллаха з молитвою про милості та проханням захистити від нещасть, потім спускається до стовпа (міл), що встановлений коло підніжжя пагорбу, від якого біжить до іншого стовпа, коло підніжжя Марви, після чого піднімається на цей пагорб. Там він повертається до Кааби, промовляє молитву і повертається на Сафу. Цей обряд повторюється сім разів.

Якщо паломник здійснює «мале паломництво» (умра), то після сайю він виконує обряд десакралізації та виходить зі стану іхрам. Якщо ж після умри здійснюється хадж, то паломник залишається у стані іхраму до закінчення хаджу.

Сай вважається важливим елементом паломництва, а його виконання — необхідним (ваджиб). Одначе невиконання сайю не робить паломництво недійсним. Достатньо лише принести жертву, як викуп